# Obša
La Obša (in russo Обша?), è un fiume della Russia europea, affluente di sinistra della Meža. Scorre nell'oblast' di Smolensk e nell'oblast' di Tver'.

## Descrizione
Il fiume ha origine dalle paludi sul pendio dell'altopiano Bel'skaja, uno sperone delle alture di Smolensk, vicino al villaggio di Bočarovo (oblast' di Smolensk). La sorgente del fiume si trova ad alcuni chilometri dalla sorgente del Dnepr, che scorre dalla stessa area paludosa. Questa zona è lo spartiacque di tre bacini: Volga, Mar Nero e Mar Baltico. Il fiume ha una lunghezza di 153 km, l'area del suo bacino è di 2 080 km². La portata media annua dell'acqua a 47 km dalla foce è di 11,5 m³/s.  Il letto del fiume è tortuoso, largo 10-20 metri. Le rive sono fitte di foreste, dopo la città di Belyj, che è il più grande insediamento sul fiume, sono paludose.